# Marsdenia amorimii
Marsdenia amorimii är en oleanderväxtart som beskrevs av G. Morillo. Marsdenia amorimii ingår i släktet Marsdenia och familjen oleanderväxter. Inga underarter finns listade i Catalogue of Life.